# Bill Cunningham (rugby à XV)
Pour les articles homonymes, voir Bill Cunningham et Cunningham.

a Compétitions nationales et continentales officielles uniquement.

b Matchs officiels uniquement.
William "Bill" Cunningham, né le 8 juillet 1874 à Rangiaohia (Nouvelle-Zélande) et décédé le 3 septembre 1927 à Auckland, est un joueur de rugby à XV qui a joué avec l'équipe de Nouvelle-Zélande. Il évolue au poste de deuxième ligne (1,80 m pour 92 kg).

## Biographie
Bill Cunningham est né dans le village de Rangiaohia, à quatre kilomètres de Te Awamutu.
Il a joué 45 matchs pour la province d'Auckland de 1899 à 1913.
Il a disputé son premier test match avec l'équipe de Nouvelle-Zélande le 18 novembre 1905, à 'occasion d’un match contre l'équipe d'Écosse. 
Il participe à la tournée des Originals, équipe représentant la Nouvelle-Zélande en tournée en Grande-Bretagne en 1905, en France et en Amérique du Nord en 1906. 
Il dispute son dernier test match contre une sélection anglo-galloise  le 25 juillet 1908.

## Palmarès

### En équipe nationale
- 9 sélections avec l'équipe de Nouvelle-Zélande
- Nombre total de matchs avec les All Blacks : 30
- Sélections par année : 2 en 1905, 1 en 1906, 3 en 1907, 3 en 1908